# Karl Vorberg
Karl Vorberg (* 24. Februar 1912 in Neuhaldensleben; † 9. März 1943 in der JVA Plötzensee) war ein deutsches KPD-Mitglied und Widerstandskämpfer.

## Leben
Vorberg hatte viele Geschwister und arbeitet nach der Volksschule in verschiedenen landwirtschaftlichen und Industriebetrieben sowie als Zeitungsausträger, da ihm seine Familie keine Ausbildung finanzieren konnte. Sein Vater war Gruppenleiter der KPD in Haldensleben, in die Vorberg 1930 ebenfalls eintrat. Zusammen mit seinem Vater beging er mehrere Diebstähle und wurde 1930 dafür erstmals zu einer Haftstrafe verurteilt. Ab 1933 musste er wegen „schweren Rückfalldiebstahls“ eine achtjährigen Zuchthausstrafe verbüßen, davon die letzten vier Jahre im Zuchthaus Luckau.
Im Zuchthaus arbeitete er ab 1938 als Vorarbeiter in der Korbmacherei, befreundete sich mit Alex Bartoszkiewicz und versammelte seit 1939 einen Kreis von Mithäftlingen um sich. Anhand von Zeitungsartikeln, die er in der Beamtentoilette und der Altpapiersammelstelle gesammelt hatte, führte die Gruppe politische Diskussionen, welche die Politik des NS-Regimes kritisierten. Am 12. April 1941 wurde Vorberg aus der Haft entlassen und versorgte den weiter inhaftierten Alex Bartoszkiewicz nach vorheriger Absprache in den Folgemonaten mit drei chiffrierten Briefen an seine ehemaligen Mithäftlinge, in denen Bartoszkiewicz diese über die politische Lage im Reich und an der Kriegsfront informierte. Der Brief vom 22. Dezember 1941 wurde von der Zuchthausverwaltung beschlagnahmt, die übrigen zwei Briefe konnte Bartoszkiewicz rechtzeitig verbrennen. Vorberg wurde im April 1942 unter dem Vorwurf der „Bildung kommunistischen Zellen“ festgenommen, gemeinsam mit Bartoszkiewicz am 3. Dezember 1942 vom 2. Senat des Volksgerichtshofs wegen „Vorbereitung zum Hochverrat“ zum Tode verurteilt und zusammen mit Bartoszkiewicz am 9. März 1943 um 18 Uhr 40 durch den Scharfrichter Wilhelm Röttger hingerichtet.